# Karl von Holtei
Karl Eduard von Holtei (Wrocław, 24 de janeiro de 1798 – Wrocław, 12 de fevereiro de 1880) foi um poeta e ator da Alemanha.
Como dramatista, Karl introduziu o vaudeville na Alemanha. Como ator, ainda que não sendo considerado um destaque da época, fascinou platéias com sua qualidade em declamação, especialmente para obras de Shakespeare.

## Biografia
Karl von Holtei nasceu em Wrocław, filho de um oficial Hussardo. Após servir o Exército Prussiano como voluntário em 1815, ingressou na Universidade de Wrocław como estudante de direito. Entretanto, atraído pelo palco, logo deixou a vida acadêmica para estrear no teatro de Wrocław como Mortimer, em Mona Stuart de Schiller. Nos dois anos seguintes, apareceu menos no palco do que como recitador de seus poemas. Em 1821, casou-se com a atriz Luise Roge. Mudaram-se para Berlin, onde Luise ingressou no teatro e Karl produziu vaudevilles bem sucedidas como Die Wiener in Berlin (1824) e Die Berliner in Wien (1825).
Em 1825 sua esposa morreu e, logo após, ele aceitou um cargo no teatro Königsstädtisches Theater em Berlin, onde escreveu diversas peças, como Lenore (1828) e Der alte Feldherr (1825). Em 1830, casou-se com Julie Holzbecher (1809-1839), uma atriz do mesmo teatro, e juntos atuaram em Darmstadt. Retornando a Berlin em 1831, Karl escreveu para o compositor Franz Gläser o texto da ópera Des Adlers Horst (1832), e para Ludwig Devrient o drama Der dumme Peter (1837).
Em 1833, o ator atua novamente com sua esposa, em turnê por diversas cidades destacadas, como Hamburgo, Leipzig, Dresden, Munique e Viena. Nesta, sua qualidade em declamação causaram fervor na cidade, especialmente em obras de Shakespeare. Ainda em Viena, Karl foi convidado a gerenciar o teatro Josefstadter. Entretanto, o ator deixou a cidade em 1836, e entre 1837 e 1839 conduziu o teatro de Riga. Nessa época, teve sérios conflitos com Richard Wagner, por questões de repertório e desavenças pessoais. Wagner havia persuadido sua esposa Minna a abandonar a carreira teatral, e ficou irritado com as tentativas persistentes de Holtei de atraí-la de volta ao palco. Após morrer sua segunda esposa, ele vagou pela Alemanha, mas em 1847 acabou se estabelecendo em Graz. Lá, dedicou-se a produzir os romances Die Vagabunden (1851), Christian Lammfell (1853) e Der letzte Komödiant (1863). Os últimos anos de sua vida foram vividos em Wrocław.